# Neubuz
Neubuz település Csehországban, a Zlíni járásban. Neubuz Vizovice, Všemina, Dešná, Slušovice és Trnava településekkel határos. Lakosainak száma 450 fő (2024. január 1.).

## Népesség
A település lakosságának változását az alábbi diagram mutatja:
| Lakosok száma | 365  | 377  | 376  | 452  | 421  | 448  | 459  | 457  | 451  | 450  |
|               | 1869 | 1900 | 1921 | 1961 | 1980 | 2011 | 2016 | 2019 | 2021 | 2024 |